# Liste der Monuments historiques in Janvry (Marne)
Die Liste der Monuments historiques in Janvry führt die Monuments historiques in der französischen Gemeinde Janvry auf.

## Liste der Objekte
| Bezeichnung | Beschreibung                                                  | Standort                     | Kennzeichnung | Schutzstatus    | Datum  | Bild |
| ----------- | ------------------------------------------------------------- | ---------------------------- | ------------- | --------------- | ------ | ---- |
| Treppe      | Holz, 15. Jahrhundert; während des Ersten Weltkriegs zerstört | in der Kirche St-Remi (Lage) | PM51001509    | Classé gelöscht | ? 1942 |      |